# 比尔特·魏冈

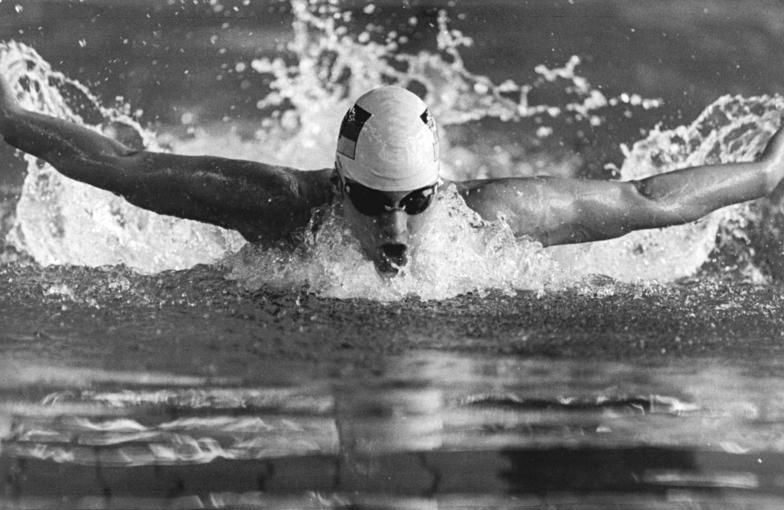
1988年的魏冈

比尔特·魏冈（德語：Birte Weigang，1968年1月31日—），德国女子游泳运动员，主攻仰泳、蝶泳和混合泳。她曾代表东德参加1988年夏季奥林匹克运动会游泳比赛，获得一枚金牌和二枚银牌。

## 家庭
父亲霍斯特·魏冈。